# Turanosa
La D-(+)-turanosa és un disacàrid reduït amb el nom sistemàtic d'α-D-glucopiranosil-(1→3)-α-D-fructofuranosa. És un anàleg de la sacarosa no metabolitzable per les plantes superiors, però pot entrar a la cèl·lula mitjançant els transportadors per la sacarosa on actua en processos de senyalament intracel·lular. A més, sembla estar involucrat en transducció de senyals i pot ser utilitzada en su forma D-(+)-turanosa com a font de carboni per molts organismes, incloent un gran nombre de bacteris i fongs.